# 128925 Conwell
128925 Conwell este un asteroid din centura principală de asteroizi.

## Descriere
128925 Conwell este un asteroid din centura principală de asteroizi. A fost descoperit pe 6 octombrie 2004 la Charleston, Illinois de Robert Holmes (astronom). Asteroidul prezintă o orbită caracterizată de o semiaxă mare de 3,07 ua, o excentricitate de 0,25 și o înclinație de 1,3° în raport cu ecliptica.